# Dieter Hoffmann (Politiker)
Dieter Hoffmann (* 22. April 1934 in Sellin, Landkreis Rügen; † 24. November 2005 in Potsdam) war ein deutscher Politiker (SPD).
Dieter Hoffmann besuchte eine Hauptschule und machte eine Lehre als Friseur. Später machte er eine Polizeiausbildung. 1959 trat er der SPD bei. Im Oktober 1967 wechselte er vom Polizeidienst zur Gewerkschaft Öffentliche Dienste, Transport und Verkehr (ÖTV), wo er später Geschäftsführer der ÖTV Berlin wurde. Da Jürgen Brinckmeier im April 1976 Senatsdirektor wurde, rückte Hoffmann in das Abgeordnetenhaus von Berlin nach. Im April 1979 schied er aus dem Parlament aus. Nach der vorgezogenen Berliner Wahl 1981 rückte er im Juli erneut in das Abgeordnetenhaus nach, da Martin Raasch zum Bezirksstadtrat im Bezirk Neukölln gewählt wurde. 1985 schied Hoffmann endgültig aus dem Parlament aus.